# Gare de Laurier
La  gare de Laurier dans la ville de Laurier est desservie par Via Rail Canada. C'est une gare sans personnel. Il y a 3 trains par semaine, dans chaque direction.